# Seigo Yuri Akui
Pour les articles homonymes, voir Sakata.
Seigo Yūri Akui (ユーリ阿久井 政悟, Yuri Akui Seigo) est un boxeur japonais né le 3 septembre 1995 à Kurashiki.

## Carrière
Passé professionnel en 2014, il devient champion du monde des poids mouches WBA le 23 janvier 2024 en battant aux points Artem Dalakian. 